# Maza (North Dakota)
Maza ist eine frühere Stadt im Towner County im Nordosten des US-amerikanischen Bundesstaates North Dakota. Bei der Volkszählung im Jahre 2000 wurden nur 5 Einwohner ermittelt. Damit war der Ort einer von acht Orten in den USA, die über lediglich 5 Einwohner verfügten. Bis zur Auflösung im Jahre 2002 war Maza eine selbstständige Gemeinde. Heute ist der Ort Bestandteil einer so genannten Unincorporated Area.

## Geografie
Maza liegt auf 48°21'49" nördlicher Breite und 99°12'09" westlicher Länge. Das ehemalige Gemeindegebiet erstreckte sich über eine Fläche von 23,4 km², die sich auf 21,2 km² Land- und 2,2 km² Wasserfläche verteilten.
Maza liegt am in Nord-Süd-Richtung verlaufenden U.S. Highway 281 14 km südlich von Cando, dem Verwaltungssitz des Towner County. Rund 12 km südlich von Maze verläuft der U.S. Highway 2, die nördlichste transkontinentale Querverbindung der USA.